# Boeuf (rivière)
Pour les articles homonymes, voir bœuf.

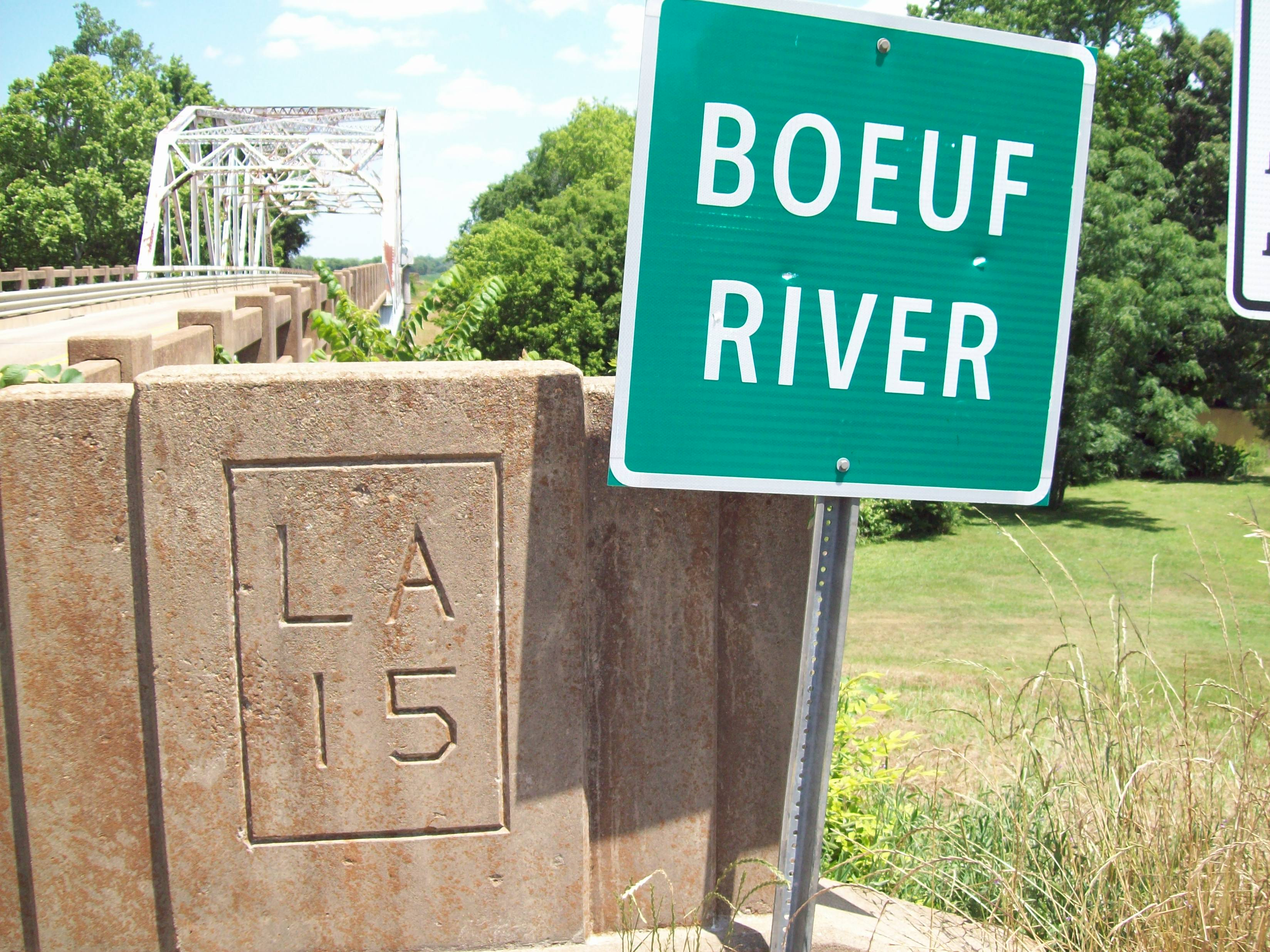
Pont de la route 15 de Louisiane sur la rivière Boeuf

La Boeuf (Boeuf River) est une rivière des États-Unis, coulant dans les deux États de l'Arkansas et de la Louisiane, et un affluent de l'Ouachita, donc un sous-affluent du Mississippi par la Rouge du Sud.

## Étymologie
Elle doit son nom aux colons français installés à l'époque de la Louisiane française et de la Nouvelle-France.

## Géographie
La rivière Boeuf prend sa source dans l'État de l'Arkansas et s'écoule ensuite dans l'est de l'État de la Louisiane.
Son cours a une longueur de 370 km de long.
La rivière Boeuf reçoit les eaux de plusieurs bayous, parmi lesquels le Bayou Bonne Idée dans la Paroisse de Morehouse et le Bayou Lafourche dans la Paroisse de Caldwell.
Elle est un affluent de la rivière Ouachita dans laquelle elle se jette dans la Paroisse de Catahoula.